# Carrer dels Boters
El Carrer dels Boters és un carrer de Barcelona, el nom del qual fa referència al gremi de boters.

## Història
L'any 1448, el gremi dels boters ja hi tenia la seua casa gremial. Els boters tenien per patrona santa Eulàlia per haver sofert en una bota un dels tretze martiris a què fou sotmesa. Segons diu la llegenda, la feren rodolar dintre d'una bota plena de claus i vidres trencats.

## Número 2, Palau del Castell de Ponç

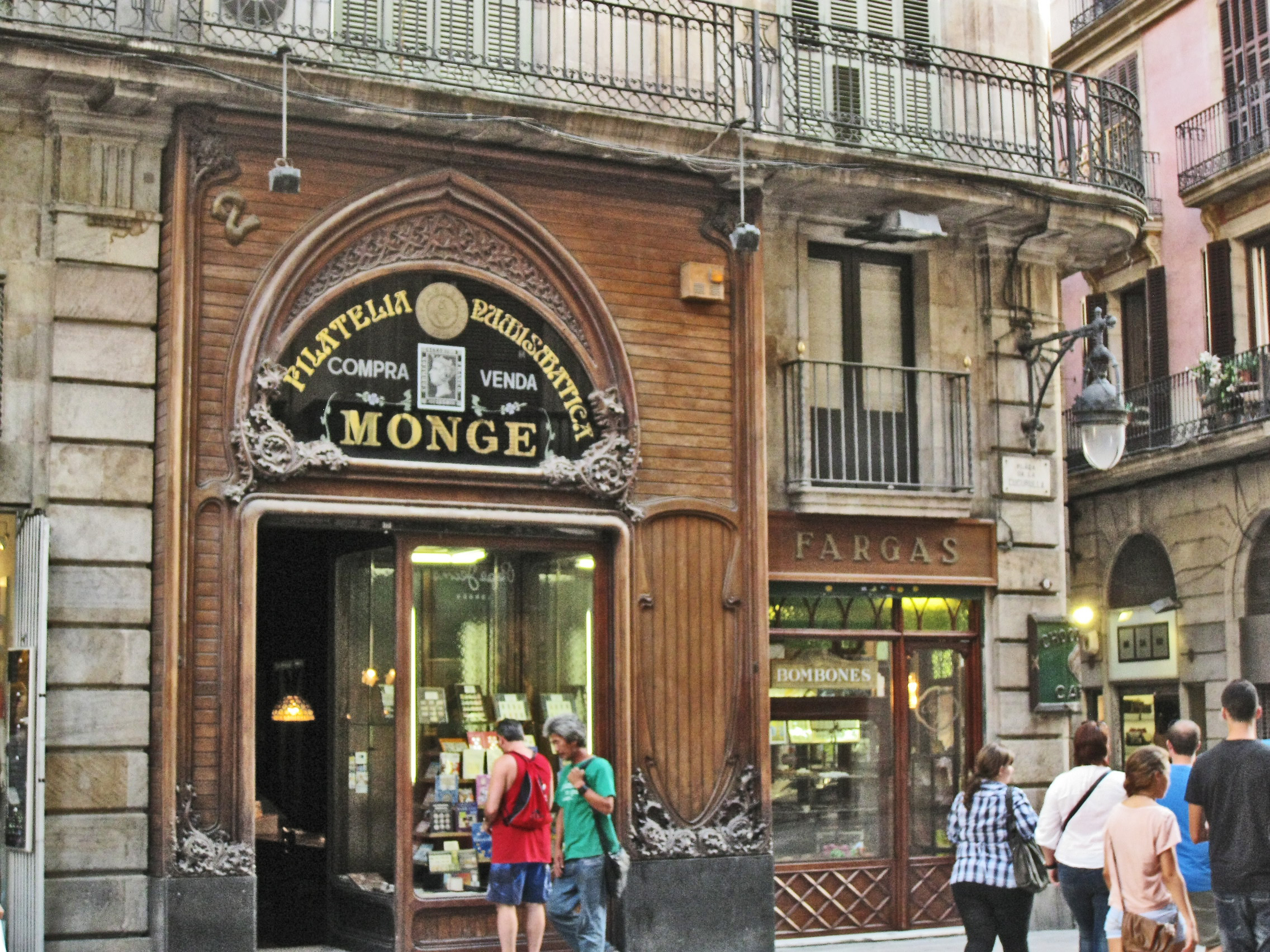
Palau del Castell de Ponç amb la Filatèlia Monge i la Pastisseria Fargas als baixos

Aquest palau neogòtic cantoner, del segle xix, és ben interessant malgrat que la façana fou modificada a causa de l'eixamplament del carrer.
Les dues façanes són de pedra, amb pilastres verticals que sostenen la potent cornisa. Hi ha una balconada correguda al pis principal que recorre les dues façanes.
A la planta baixa està situada la coneguda xocolateria Fargas. Un establiment que és anterior al 1827, ja que aquell any el Diario de Barcelona ja en feia esment. Els seus successius propietaris han sabut mantindré l'interior amb una elegància ben característica d'època.

## Número 4, Palau Castanyer

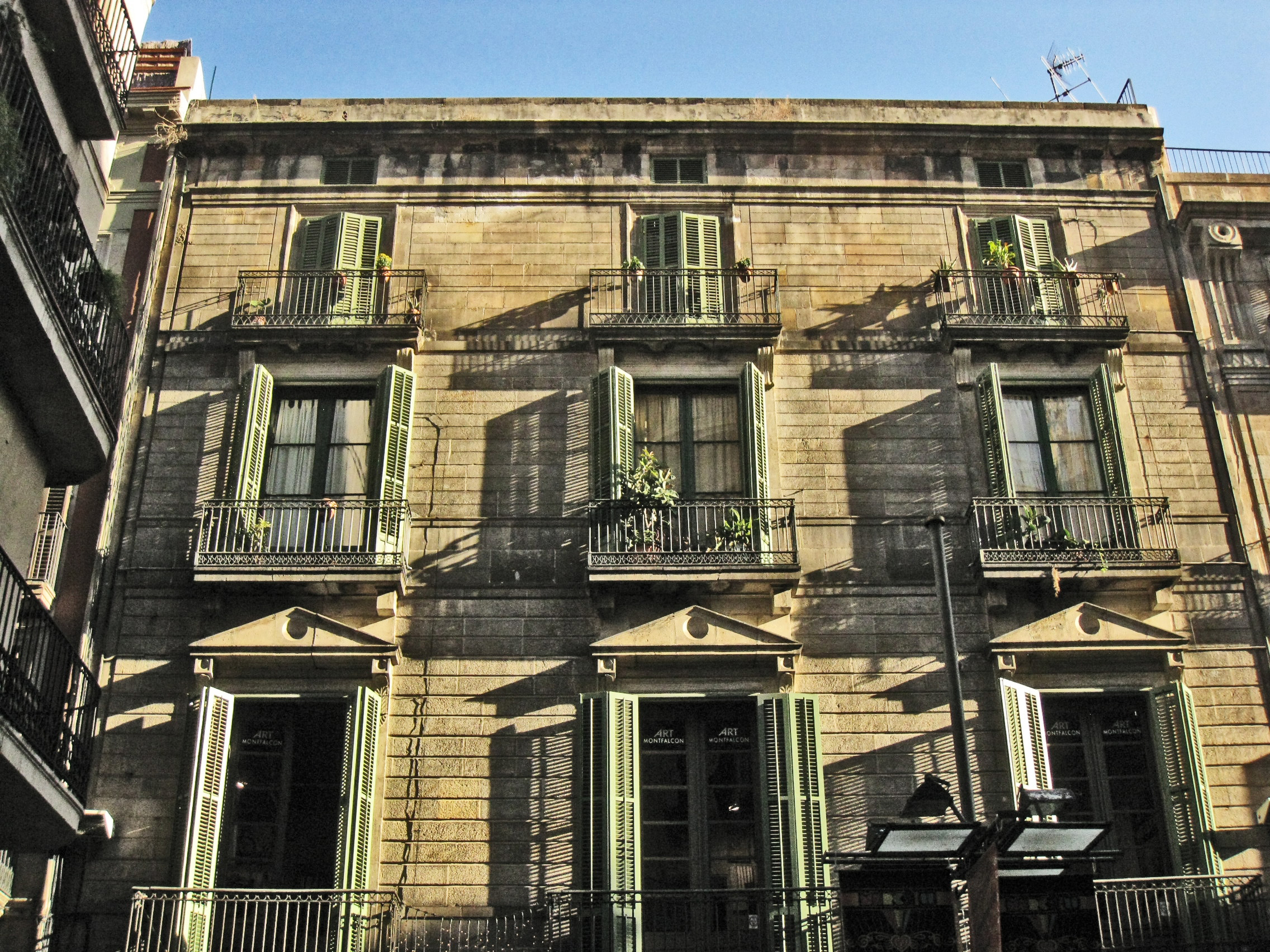
Palau Castanyer

És un gran casalot amb una exemplar façana neoclàssica de pedra encoixinada a la planta baixa. En destaquen els balcons individuals del pis principal, coronats amb uns frontons triangulars amb el timpà llis.
Durant molts anys aquesta casa fou la seu social de la Lliga Regionalista, el partit de la burgesia catalana de les primeres dècades del segle xx.
Amagat dintre el gran comerç, al fons de la planta noble, hi trobem un elegant pati monumental, i un tranquil jardí elevat, amb una font de tosca, molt comú a les cases senyorials del barri de l'època.

## Número 13
Ací hi veiem uns habitatges d'època medieval que, encara que van ésser reformats en el segle xviii, conserven alguns elements originals. Hi ha un relleu esculpit que al·ludeix al gremi de sabaters, amb el lleó de Sant Marc i l'àngel que fa de mènsula de la biga de fusta del portal d'entrada.